# Salta (prowincja)
Salta jest argentyńską prowincją położoną w północno-zachodniej części kraju. Graniczy na północy z prowincją Jujuy i Boliwią, na wschodzie z Paragwajem, prowincjami Formosa, Chaco, na południu z Santiago del Estero, Tucumán i Catamarcą i na zachodzie z Chile.

## Historia

### Czasy przedhiszpańskie
Znaleziska archeologiczne pochodzące z prowincji Salta i prowincji sąsiednich pozwalają stwierdzić, że człowiek zaczął zasiedlać ten obszar jakieś 10 000 lat temu, podczas migracji z północy. Aż do XV wieku, na krótko przed przybyciem Hiszpanów, obszar valliserrano i andyjski był zamieszkany przez ludy Humahuaca i Diaguita, których głównymi plemionami byli Pulares, Guachipas, Hualfines, Amaichás, Quilmes, Yavis, Churumatas, Tomatas i Tolombones. Jako że posiadali wspólny język – cacán) zostali sklasyfikowani pod nazwą Diaguitas, chociaż oni sami nazywali się Paziocas lub Pacciocas.
W regionie puny żył lud Lickan-Antay, mówiący w języku cunza, bardziej znany jako „atacamas”, głównie ci z grupy lipe-chicha, o kulturze bardzo podobnej do Diaguita (pomiędzy XII a XV wiekiem rozwinęło się Señorío de Tastil zapoczątkowane przez Lickan-Antay). Do lat 1470-80 wszystkie te ludy zostały podbite przez Inków, pochodzących z Peru, którzy założyli swoje główne centrum rządów kolonialnych w Sikuani (w przybliżeniu współczesna Chicoana).
Obszar Chaco Salteño był i jest zamieszkany przez: Wichís (nazywani począwszy od inwazji Keczua: „matacos”), Chanés, Chorotís, Chiriguanos, a nawet Qom'lek (powszechnie nazywani przez Guaraní: „tobas”). Keczua, podobnie jak grupy Vilelas rozpowszechnili nazwy “cunco” (“dziki”) i “chavanco” na ludy regionu Chaco Salteño.

### Epoka kolonialna
Pierwszym Hiszpanem, który dotarł na obszar obecnej prowincji Salta, był Diego de Almagro w 1535. Następny był Diego de Rojas w 1542, który przebył południową część prowincji.
W 1563 król Hiszpanii Filip II wydał akt prawny Real Cédula określający granice jurysdykcji Audiencji Charcas wewnątrz Wicekrólestwa Peru, zawierając w nich Gubernaturę Tucumán. W ten sposób została ona oddzielona od Chile, co zostało potwierdzone w 1564 wraz z mianowaniem gubernatora dla „Prowincji Tucumán, Diaguitas i Juríes”, który rezydował w Santiago del Estero. Obecne terytorium prowincji Salta zostało włączone do nowej gubernatury.
W 1566 przybyło na obecne terytorium Salty trzech kapitanów: Jerónimo de Olguín, Diego de Heredia i Juan de Barzocana, którzy zbuntowani wobec władzy gubernatora Francisco de Aguirre założyli miasto, które nazwali Cáceres. Zlokalizowane ono zostało na lewym brzegu rzeki Pasaje (na terenie dzisiejszego departamentu Anta). Osada została ponownie założona 15 sierpnia 1567 przez Diego de Pacheco, który zmienił jej nazwę na Nuestra Señora de Talavera del Esteco, ale po krótkim czasie zniknęła.
Hernando de Lerma, wypełniając rozkazy wicekróla Francisco de Toledo, założył pierwszą stałą osadę, którą nazwał San Felipe de Lerma w Dolinie Salta 16 kwietnia 1582. Tradycja podaje, że Lerma został znienawidzony przez mieszkańców; z tego powodu, po jego śmierci, osada zaczęła być nazywana San Felipe el Real lub Ciudad de Salta (Miasto Salta).
W 1592 Juan Ramírez de Velazco założył Madrid de las Juntas, w miejscu połączenia wód rzek Pasaje i Piedras. Osada została przeniesiona przez gubernatora Alonso de Rivera w 1609 trzy mile na zachód, zmieniono jej nazwę na Talavera de Madrid. Jednak powszechna stała się nazwa Esteco na pamiątkę opuszczonej Nuestra Señora de Talavera de Esteco, skąd pochodziło wielu z jej mieszkańców. To miasto odwiedził San Francisco Solano, stało się legendarne z powodu bogactwa jego mieszkańców. Zostało zniszczone przez trzęsienie ziemi 13 września 1692.
Salta wchodziła w skład Wicekrólestwa Peru do 1776, kiedy to Korona Hiszpańska stworzyła Wicekrólestwo La Platy.
Podlegając administracyjnie Wicekrólestwu La Platy, obecna prowincja Salta została włączona do Gubernatury Intendencia de San Miguel de Tucumán. Real Cédula z 5 sierpnia 1783 zniosła Gubernaturę Intendencia del Tucumán, w związku z czym Salta wraz z Catamarcą, Santiago del Estero, Jujuy, Tucumán i la Puna de Atacama stworzyła nową Gubernaturę Intendencia de Salta del Tucumán z siedzibą gubernatora w Salta (od 1792), podczas gdy reszta terytorium utworzyła Gubernaturę Intendencia de Córdoba del Tucumán, w której skład wchodziły: Córdoba, San Luis, Mendoza, San Juan, La Rioja i zachodnie skrawki obecnej prowincji Santa Fe.
W 1794 założono miasto o położeniu strategicznym: San Ramón de la Nueva Orán, bezpośrednie połączenie między Tarija i Salta.
W 1807 rozkazem królewskim (Real Orden) departament Tarija został włączony do Intendencia de Salta del Tucumán w sferach wojskowej i kościelnej, ale nadal podlegał Potosí administracyjnie w czasie rewolucji majowej (Revolución de Mayo). Ten fakt spowodował późniejszy spór pomiędzy Argentyną i Boliwią o posiadanie miasta i jego terytorium.

### Niepodległość i walki wewnętrzne
Pod koniec 1810 rada miejska (cabildo) Salty deklaruje przystąpienie do rewolucji majowej, dostarczając w 1811 pierwszy kontyngent Wojska Północy Ejército del Norte. Pomiędzy 29 stycznia i 10 marca 1812 miasto Salta było okupowane przez siły rojalistyczne.
Po decydującej bitwie pod Saltą z 20 lutego 1813, Manuel Belgrano zdołał oswobodzić całe terytorium północno-zachodnie, chociaż utrzymały się sporadyczne ataki rojalistów ze strony Górnego Peru aż do 1826.
Dekretem z 8 października 1814 Director Supremo Gervasio Posadas utworzył prowincję Salta, dzieląc Intendencia de Salta del Tucumán dowodzoną przez generała Martina Miguela de Güemes. Prowincja ta obejmowała większe terytorium niż obecnie (cała współczesna prowincja Salta, wraz z Tariją z Chichas i Lípez, Jujuy i wybrzeże Antofagasta-Atacama).
Po rewolucji majowej caudillo Martín Miguel de Güemes odparł liczne próby inwazji ze strony rojalistów dowodzonych przez Pedra Antonia Olañetę. Działanie jego i jego wojska znanego jako „Los Infernales” było stałe od 1815 aż do jego zabójstwa podczas zasadzki w 1821 i kontynuowane w Tarija przez siły Gauczów dowodzone przez Eustaquia Mendeza i Manuela Pereza de Uriondo.
Pomiędzy 15 kwietnia a 4 maja 1817 miasto Salta było okupowane przez siły hiszpańskie generała José de La Serna.
Pomiędzy 31 maja i końcem czerwca 1820 siły rojalistyczne generała Juana Ramireza Orozco zdołały ponownie zająć miasto.
Pomiędzy 7 czerwca a 14 lipca 1821 nastąpiła ostatnia okupacja miasta Salta przez siły hiszpańskie Pedra Antonia Olañety, zakończona śmiercią Martína Miguela de Güemesa.
26 sierpnia 1826 zamach stanu oddzielił Tariję od Salty i tym samym Argentyny, anektując ją do Boliwii (co ułatwiły wojna argentyńsko-brazylijska i walki wewnętrzne w Argentynie, jak również zamiar pewnych gubernatorów salteńskich utrzymania Tarijy w zależności od Salty).
Kongres Narodowy ustawą z 30 listopada 1826 wyniósł Tariję do rangi prowincji, jednak nie powróciła ona już do terytorium argentyńskiego.
22 listopada 1834 Jujuy oddzielił się od Salty i przekształcił się w nową prowincję argentyńską ze wsparciem rządu boliwijskiego marszałka Andresa de Santa Cruz.
W 1884 San Ramón de la Nueva Orán oddzielono od Salty, jako Territorio Nacional de Orán (Terytorium Narodowe Oranu), chociaż ten region administracyjny okazał się efemeryczny (istniał praktycznie tylko w dokumentach), wkrótce przywrócono jego zależność od Salty.
Ustawą N° 1.532, z 16 października 1884, nazywaną „De Organización de los Territorios Nacionales” („O Organizacji Terytoriów Narodowych”), ustalono granice Terytoriów Narodowych Chaco i Formosy, ustalając granicę wschodnią prowincji Salta.
Pod koniec XIX wieku wojsko argentyńskie rozpoczęło ofensywę militarną w celu opanowania osad ludów qomlek, wichi i chiriguano, które zamieszkiwały La Banda Grande (el Chaco). Rezultatem tej kampanii było podporządkowanie całego regionu Chaco Argentynie, później prowincja rozszerzyła się w kierunku wschodnim. Jednak w tej ofensywie zginęły tysiące tubylców, a plemiona, które przetrwały, straciły swoje ziemie.
Traktatem z 10 maja 1889 z Boliwią, Argentyna zrzekła się pretensji do Tarijy, a Boliwia, w zamian, odstąpiła obszar Puny de Atacama – terytorium, które zostało przyłączone do Salty już w 1818 przez Martina Miguela de Güemes, jednak znajdowało się w posiadaniu Chile, po wojnie o Pacyfik (1879–1880). Ten manewr polityczny Boliwii nadawał Argentynie terytorium, które wchodziło w skład Wicekrólestwa La Platy, ale które faktycznie znajdowało się w rękach Chile. Boliwia chciała w ten sposób wywołać wojnę między Chile i Argentyną. Jako że Chile odmawiało przekazania terytoriów scedowanych przez Boliwię, zdecydowano się na arbitraż dyplomaty Stanów Zjednoczonych Williama Buchanana, który w 1899 przyznał Argentynie 75% spornego terytorium, reszta przypadła Chile. Ustawą N° 3.906 z 9 stycznia 1900 utworzono Territorio de Los Andes (Terytorium Andów). Dekretem z 12 maja 1900 Narodowa Władza Wykonawcza podzieliła to terytorium na 3 departamenty: Departament Susques lub Północy, który graniczył na wschodzie z Prowincją Jujuy, jego siedzibą została osada Susques; el Departament „Pastos Grandes lub Centrum”, graniczący z Prowincją Salta i Departament Antofagasta de la Sierra lub Południa, ograniczony przez Prowincję Catamarca.

### XX wiek
W 1902 Prowincja Salta scedowała mały departament San Antonio de los Cobres (około 5500 km²), który stał się czwartym departamentem Terytorium Andów i jego stolicą.
W 1925 Yacuiba została scedowana na rzecz Boliwii, mimo że znajdowała się na południe od równoleżnika, który wyznaczał granicę międzynarodową.
W 1943 rząd zniósł Gubernaturę Andów, włączając ponownie San Antonio de Los Cobres do Prowincji Salta, a wraz z nim cały Departament Pastos Grandes, który znajdował się w środkowej części zlikwidowanej gubernatury de la extinta gobernación. Z obydwu tych departamentów utworzono obecny Departament Andów (Susques przeszedł pod jurysdykcję Prowincji Jujuy, a Antofagasta de la Sierra została przyłączona do Prowincji Catamarca).
Podczas lat 60. i 70. prowincja (i cały region północno-zachodni) była uważnie obserwowana przez rząd z powodu możliwości wzrostu aktywności ruchów skrajnej lewicy. Salta, podobnie jak cała Argentyna, przeszła przez terror dyktatury wojskowej (1976–1983) i łamania praw człowieka, które ją poprzedziły. Zostało „znikniętych” (desaparecidos) lub zamordowanych około 300 mieszkańców prowincji, wśród nich były gubernator Miguel Ragone.
18 grudnia 1979 wojskowi gubernatorzy Salty i Santiago del Estero podpisali Convenio de Límites Interprovinciales (Porozumienie o Granicach Międzyprowincjonalnych) w Rosario de la Frontera. W wyniku tego porozumienia wyznaczono całkowicie granicę pomiędzy obydwiema prowincjami.
Począwszy od powrotu demokracji (1983) prowincja cieszy się pewnym spokojem politycznym, podczas gdy prowincje sąsiednie jak Tucumán lub Catamarca cierpią na ustawiczne i gwałtowne zmiany rządów. Konstytucyjne terminy wyborów są spełniane i co cztery lata zmienia się administracja.
Gubernatorzy czasów demokracji:
- 1983–1987 Roberto Romero (PJ)
- 1987–1991 Hernán Cornejo (PJ)
- 1991–1995 Roberto A. Ulloa (PRS)
- 1995–1999 Juan C. Romero* (PJ)
- 1999–2003 Juan C. Romero* (PJ)

Ponownie wybrany na trzecią kadencję: 2003–2007*

## Podział administracyjny

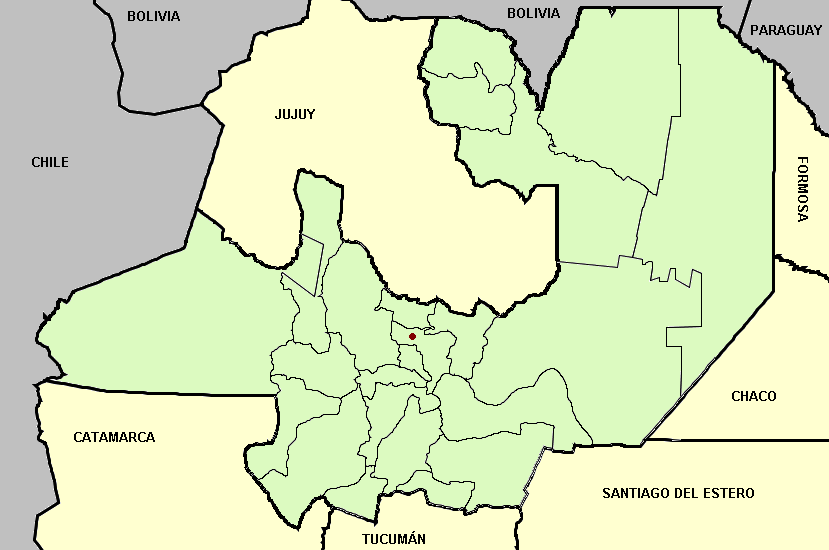
Podział administracyjny prowincji Salta i jej stolica

Stolicą prowincji jest Miasto Salta.
Prowincja jest podzielona na 23 departamenty, które składają się z 57 municypiów (gmin) i komisji municypialnych.
| Nazwa departamentu         | Ludność | Powierzchnia km² | Stolica departamentu       |
| -------------------------- | ------- | ---------------- | -------------------------- |
| Anta                       | 49 841  | 21 945           | Joaquín Víctor González    |
| Cachi                      | 7 280   | 2 925            | Cachi                      |
| Cafayate                   | 11 785  | 1 570            | Cafayate                   |
| Capital                    | 472 971 | 1 722            | Salta                      |
| Cerrillos                  | 26 320  | 640              | Cerrillos                  |
| Chicoana                   | 18 248  | 910              | Chicoana                   |
| General Güemes             | 42 255  | 2 365            | General Güemes             |
| General José de San Martín | 139 204 | 16 257           | Tartagal                   |
| Guachipas                  | 3 211   | 2785             | Guachipas                  |
| Iruya                      | 6 368   | 3515             | Iruya                      |
| La Caldera                 | 5 711   | 867              | La Caldera                 |
| La Candelaria              | 5 286   | 1 525            | La Candelaria              |
| La Poma                    | 1 735   | 4 447            | La Poma                    |
| La Viña                    | 7 152   | 2 152            | La Viña                    |
| Los Andes                  | 5 630   | 25 636           | San Antonio de los Cobres  |
| Metán                      | 39 006  | 5 235            | San José de Metán          |
| Molinos                    | 5 565   | 3 600            | Molinos                    |
| Orán                       | 124 029 | 11 892           | San Ramón de la Nueva Orán |
| Rivadavia                  | 27 370  | 25 951           | Rivadavia                  |
| Rosario de la Frontera     | 28 013  | 5 402            | Rosario de la Frontera     |
| Rosario de Lerma           | 33 741  | 5 110            | Rosario de Lerma           |
| San Carlos                 | 7 208   | 5 125            | San Carlos                 |
| Santa Victoria             | 11 122  | 3 912            | Santa Victoria             |

## Ludność
- Rok 1991: 866 153 osób, w tym ludność miejska 730 652, ludność wiejska 135 501.
- Rok 2001: 1 079 051 osób, w tym ludność miejska 961 571, ludność wiejska 117 480.

Ludność jest rozmieszczona nierównomiernie. Obszarem o najwyższej gęstości zaludnienia jest Dolina Lermy, gdzie znajduje się Miasto Salta. Gęstość zaludnienia przekracza tam 20 os./km². Natomiast w departamentach andyjskim i La Poma gęstość zaludnienia spada do mniej niż 1 os./km².

## Geografia

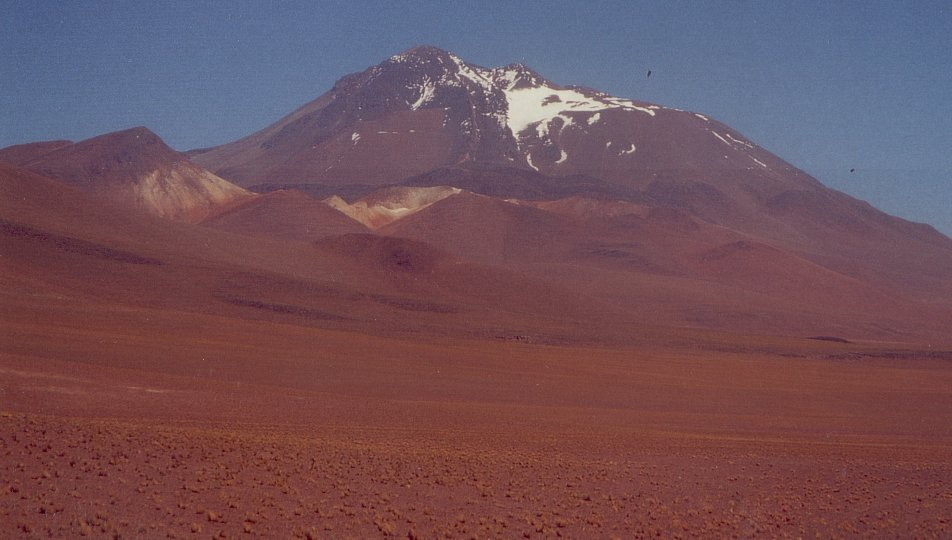
Llullaillaco, najwyższy szczyt prowincji, położony na granicy z Chile.

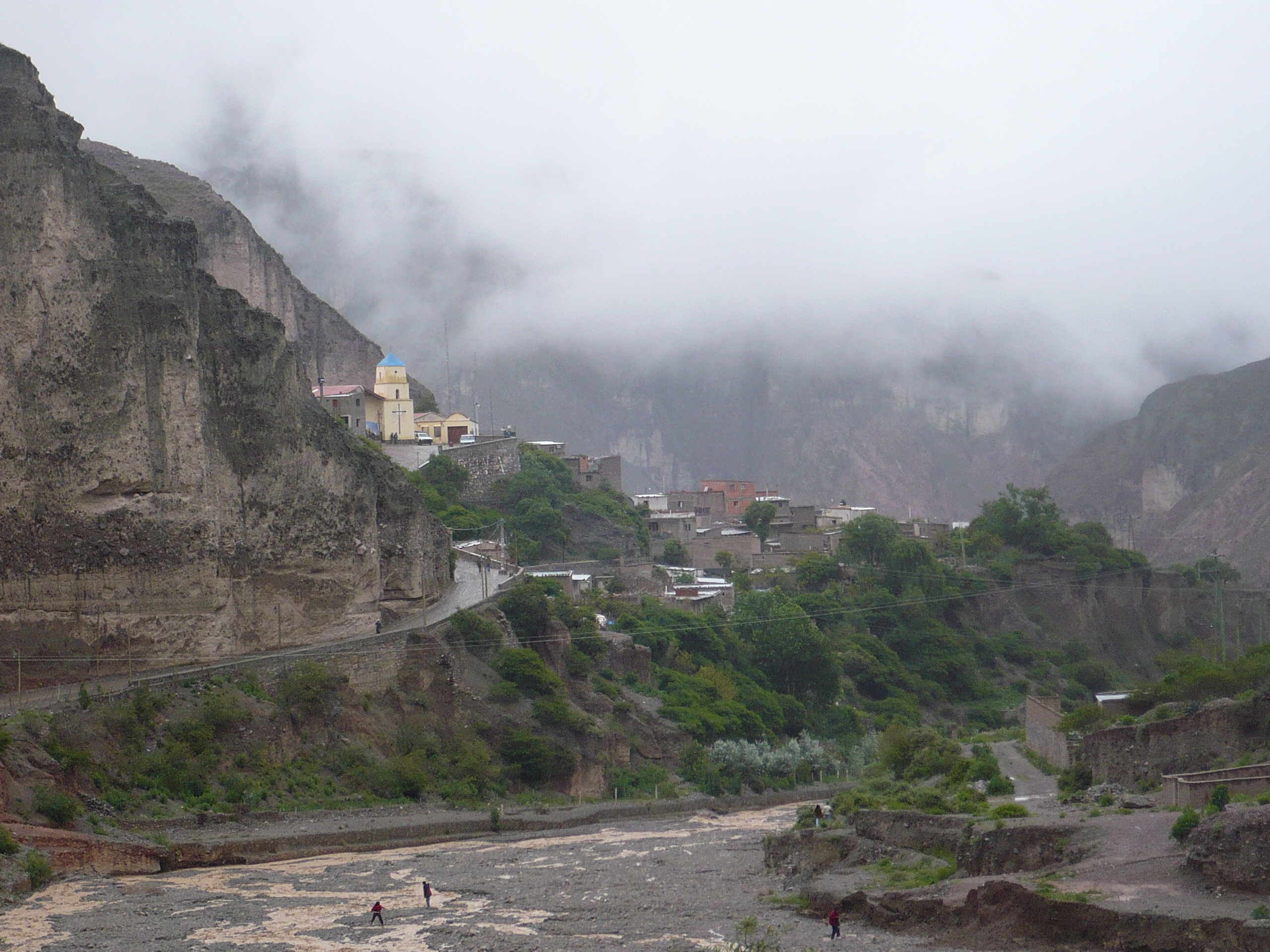
Krajobraz Iruya, na północy prowincji

Wyróżnia się cztery typy krajobrazów:
- Subregion Puny (na zachodzie). Charakteryzuje się dużą wysokością, suchym klimatem i małą liczbą mieszkańców. Występują saliny i salary, na przykład: Arizaro i Pocitos. Pomiędzy Puną i regionem valliserrana znajduje się wielka Quebrada del Toro, a w niej miasto San Antonio de Los Cobres.
- Cordillera Oriental (w części środkowo-zachodniej). Reprezentuje dwa podtypy:
  - el cordón occidental: wyżej wzniesiony i tworzony przez wiele łańcuchów górskich, takich jak Nevado de Acay, Nevado de Cachi i Nevado de Chañi.
  - el cordón oriental: jest niższy, pozbawiony ośnieżonych szczytów. Pomiędzy tymi ostatnimi znajdują się doliny i wąwoz, jak wymieniony już Wąwóz Byka (Quebrada del Toro), Valles Calchaquíes i Dolina Lermy. Ten obszar jest najgęściej zaludniony i tutaj znajduje się stolica.
- Sierras Subandinas (w części środkowo-wschodniej). Charakteryzuje je krajobraz wilgotny i zalesiony z częstymi yungas, gdzie występuje klimat podzwrotnikowy górski.
- Równina Chaqueña (na wschodzie). Charakteryzuje się niską rzeźbą. Ta strefa, nazywana „Chaco salteño” (Chaco Salteńskie), cechuje się klimatem podzwrotnikowym z porą suchą, biomami leśnymi i górskimi, posiada niską gęstość zaludnienia.

### Klimat i wegetacja
Obserwuje się klimaty i krajobrazy zróżnicowane, głównie według wysokości: w regionie zachodnim (najwyżej położonym) dominuje klimat suchy i zimny z dużymi dobowymi amplitudami temperatur (nawet jeśli przemieszcza się z miejsca nasłonecznionego do zacienionego). W XX wieku nasiliły się procesy pustynnienia.

## Gospodarka
Działalność gospodarcza prowincji stanowi w przybliżeniu 1% PKB Argentyny. 

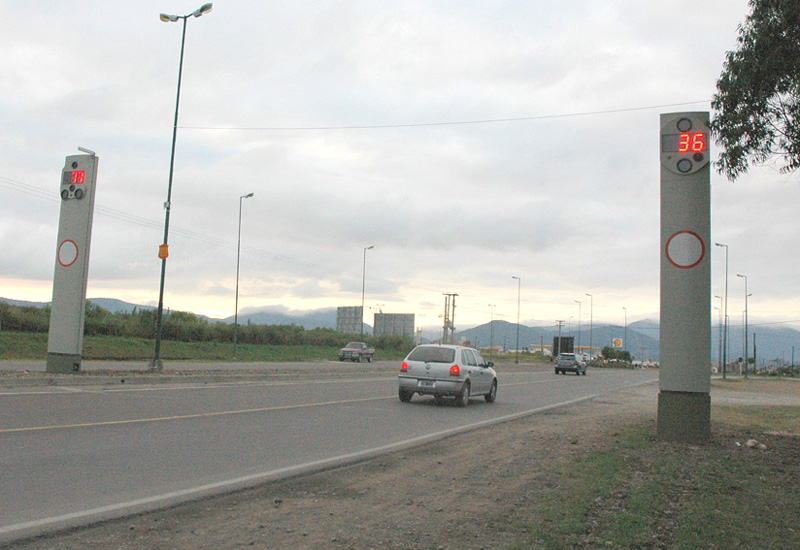
Droga w pobliżu Miasta Salta

Podstawą gospodarki jest uprawa roślin przemysłowych: tytoniu, trzciny cukrowej, cytrusów (grejpfruty), fasoli, winorośli, papryki, ziemniaków i bawełny, podczas gdy w regionie puny utrzymuje się jeszcze uprawa komosy ryżowej.
Hodowla bydła odbywa się w regionie Doliny Lermy i w częściach regionu Chaco o niskim zachmurzeniu, kozy hoduje się na obszarach górskich, podobnie jak przedstawicieli lamowatych (szczególnie wigonie), które preferują tereny o większej wysokości i mniejszej wilgotności. Hodowla koni jest ograniczona, ale konie salteńskie są cenione za dużą wytrzymałość.
Górnictwo, a szczególnie górnictwo naftowe (ropa naftowa, butan), mają duże znaczenie, przede wszystkim na północy Chaco Salteńskiego. W regionie puny znajdują się bogate złoża różnych minerałów: złota, miedzi, ołowiu, srebra, cyny, litu, boraksu, saletry potasowej, potasu etc. Duża ich część nie jest jeszcze eksploatowana.
W stolicy i głównych miastach duża część ludności pracuje w sektorze usług (handel, banki i działalność finansowa, edukacja, ochrona zdrowia, transport, komunikacja etc.).
Jednym z głównych problemów Salty jest tzw. „gospodarka nieformalna” („economía informal”), czyli czarny rynek. Na obszarach wiejskich wielu mieszkańców pracuje w handlu lub rolnictwie „na czarno”, z tego powodu w stolicy prowincji można zobaczyć tysiące ulicznych handlarzy.

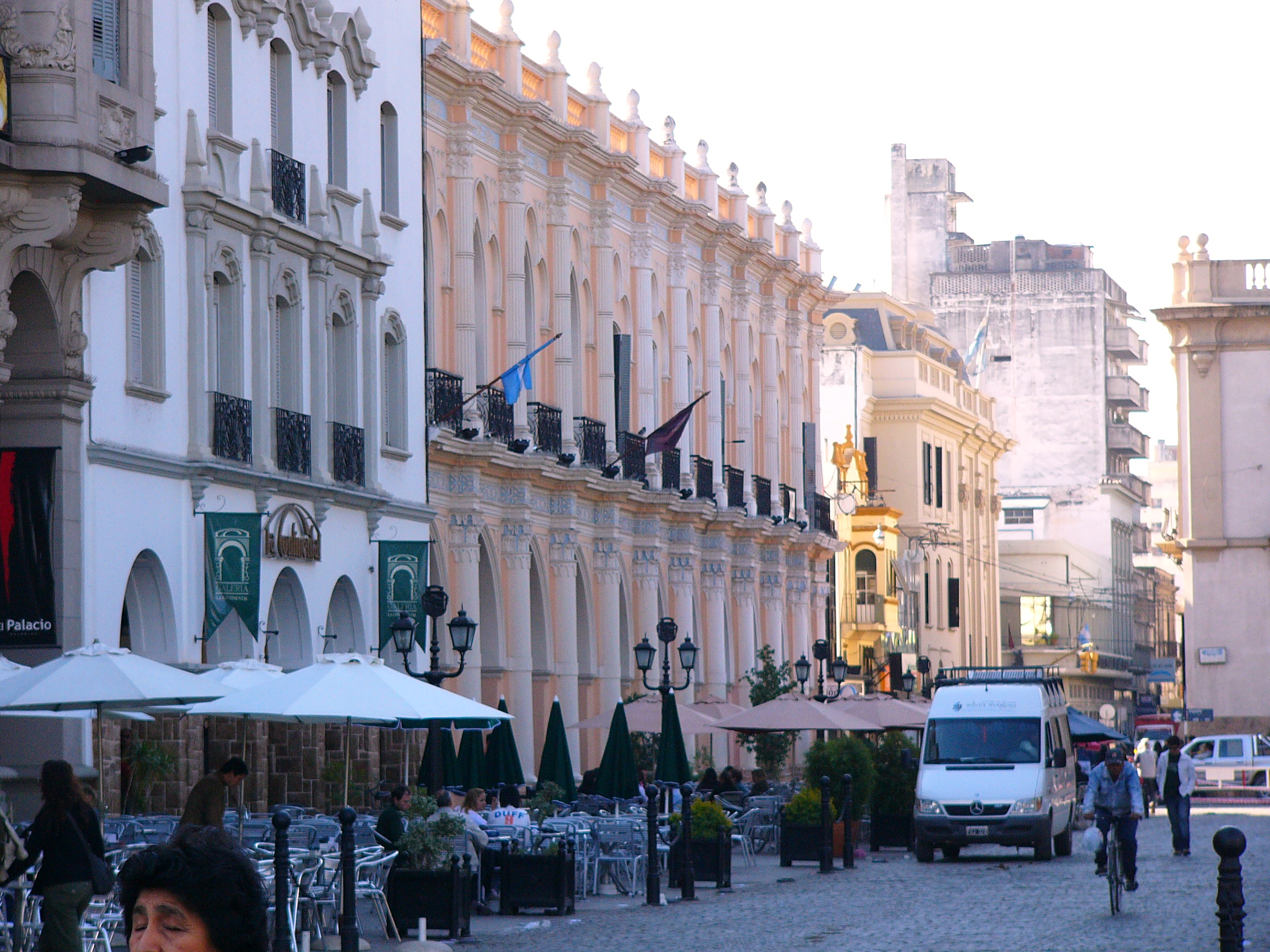
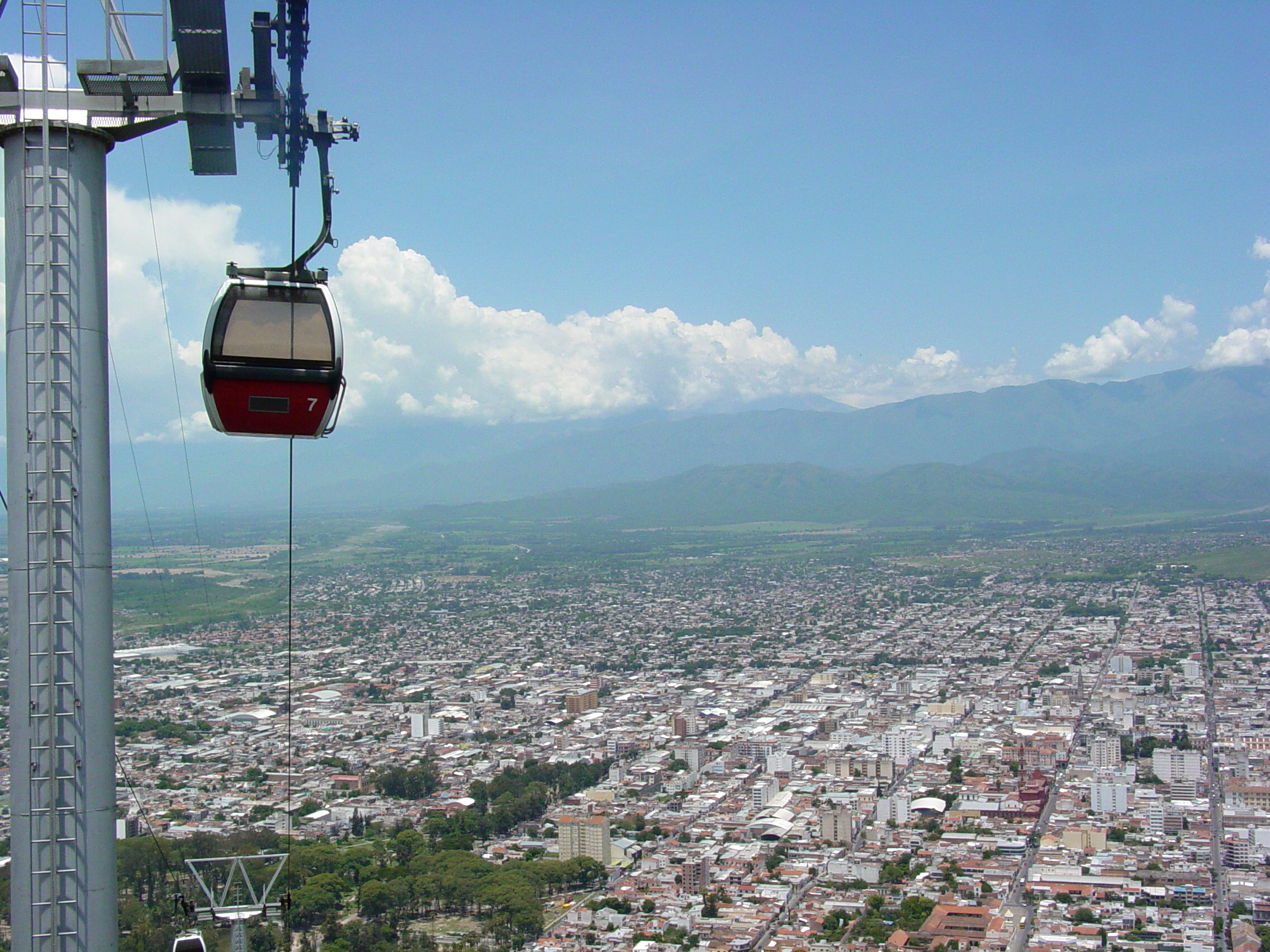
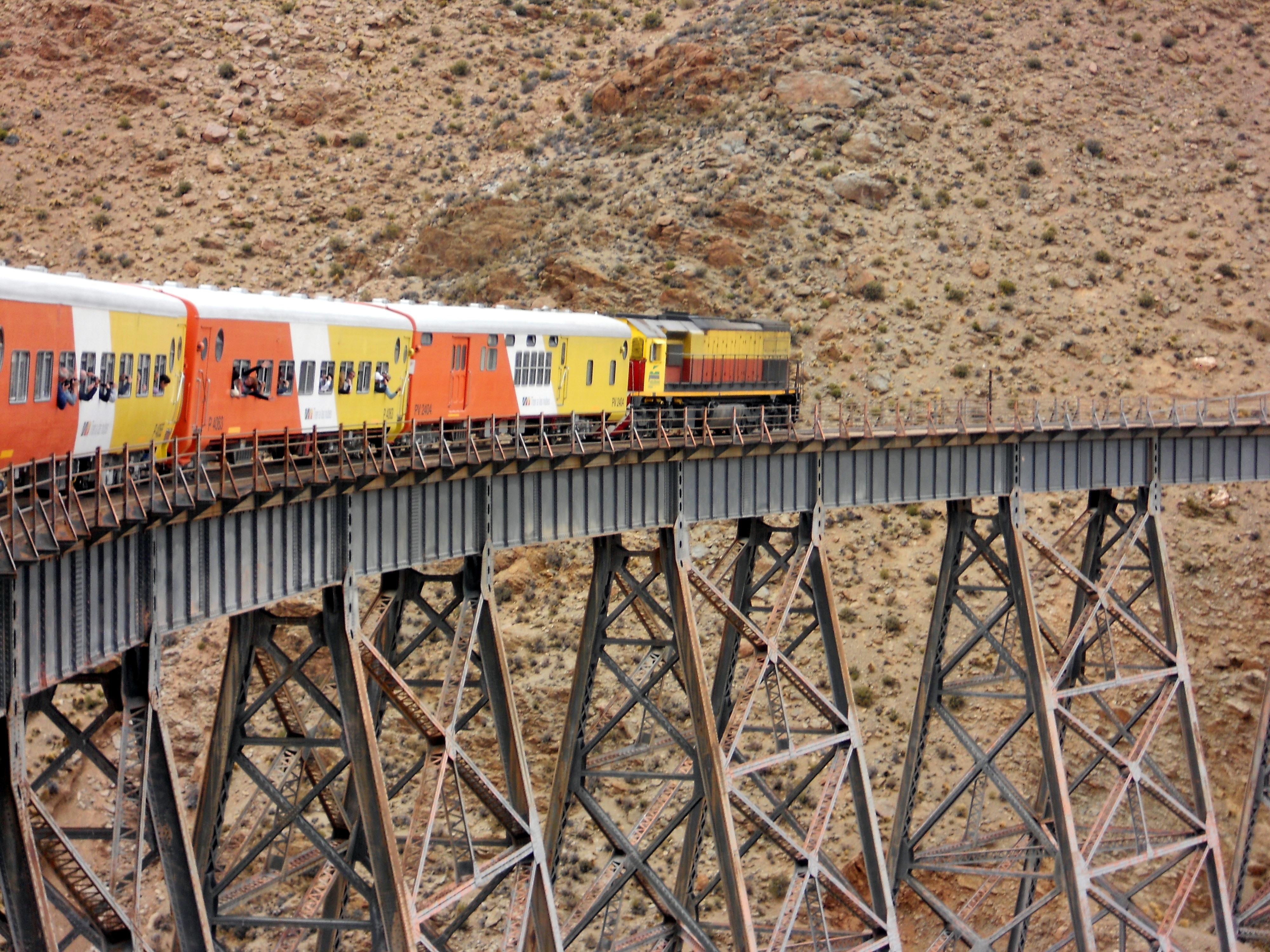
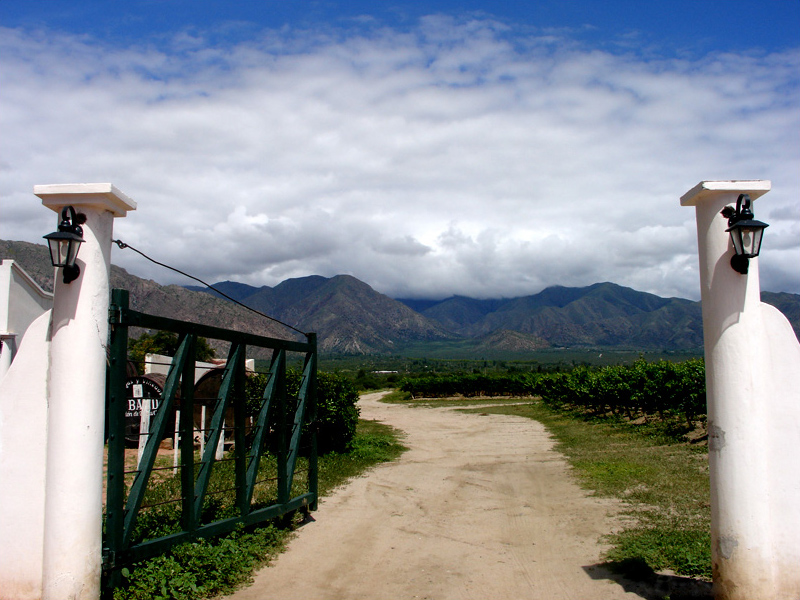
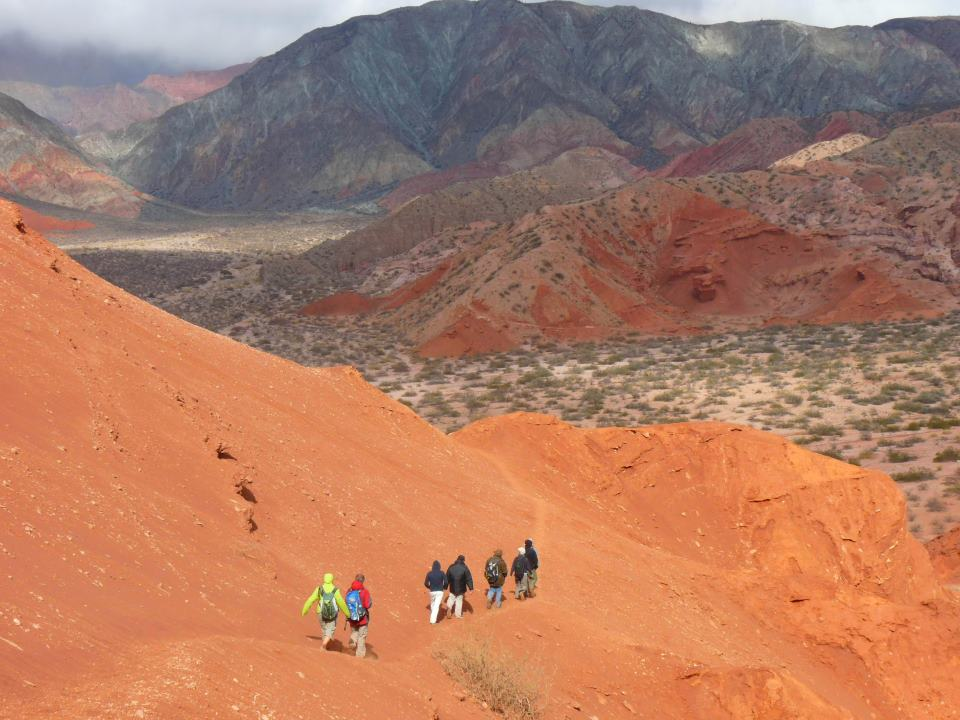
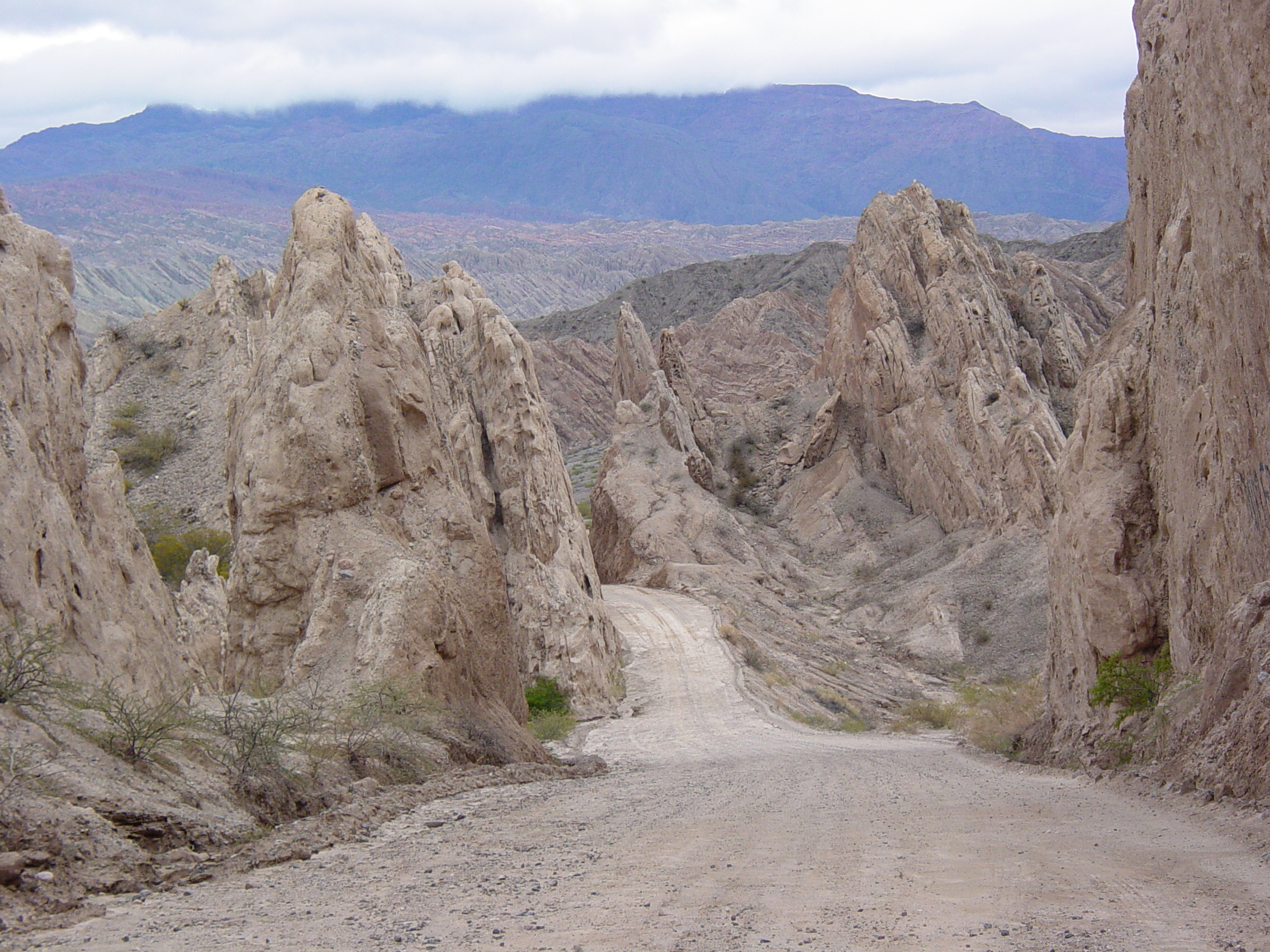
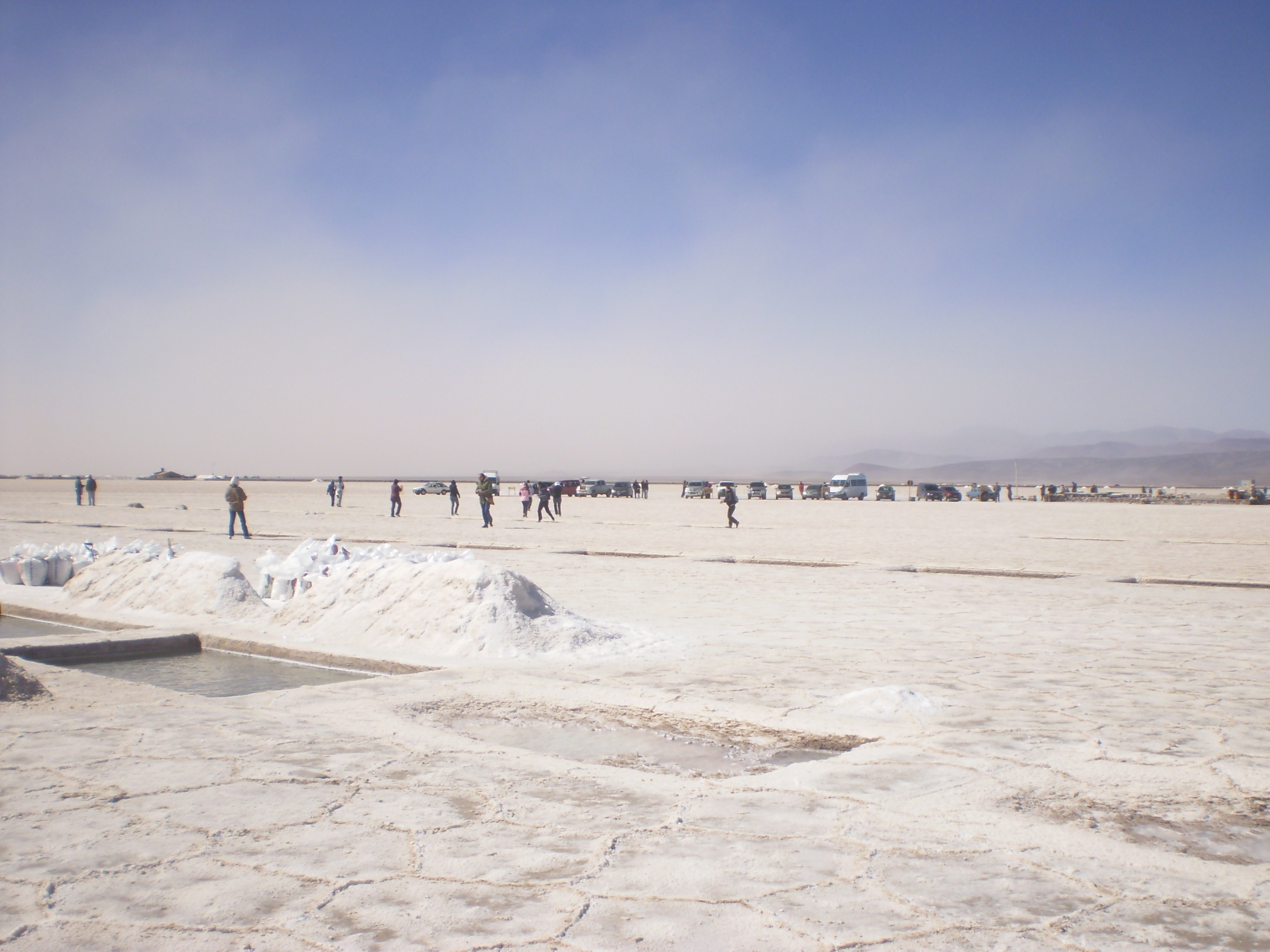
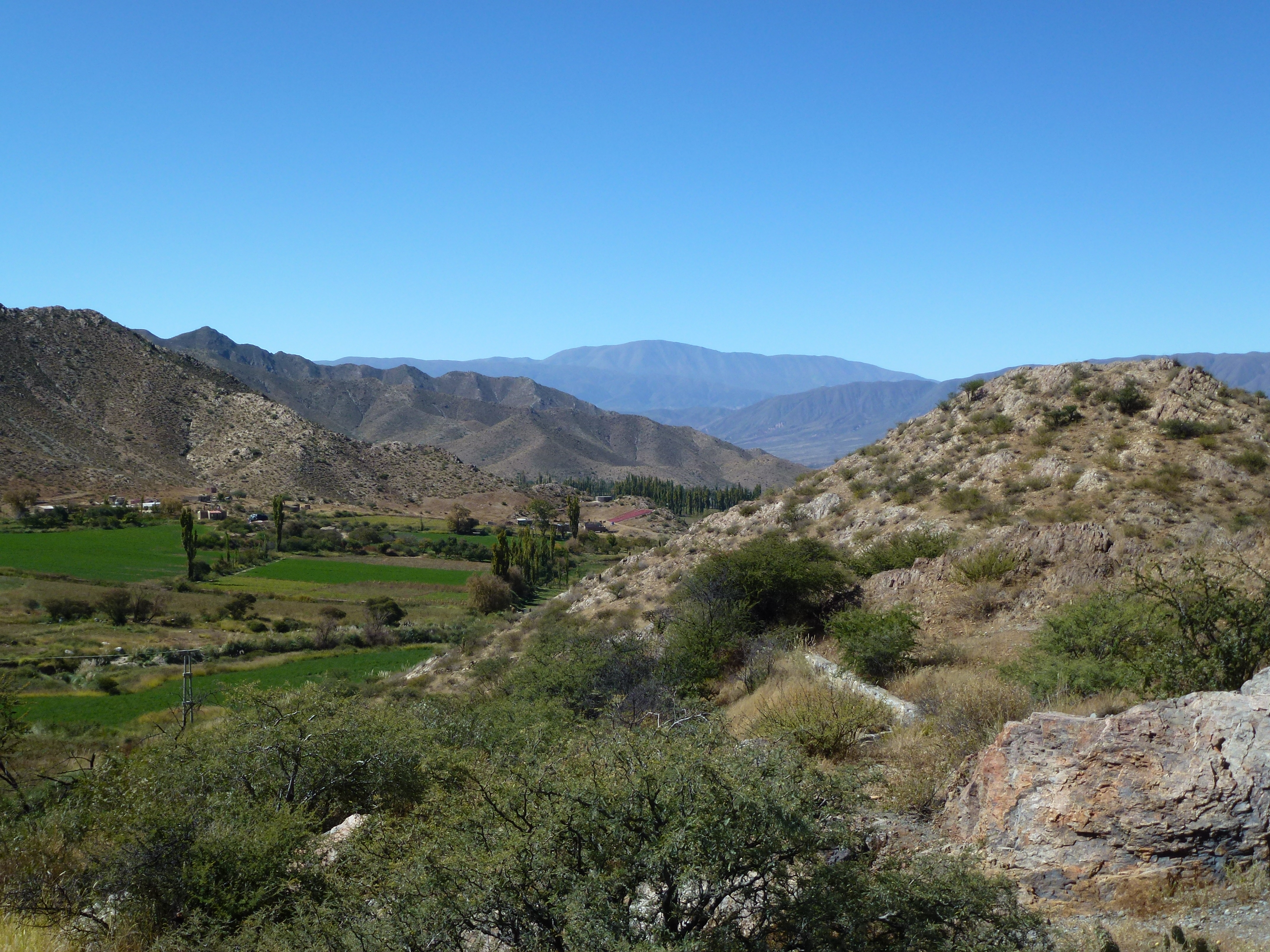
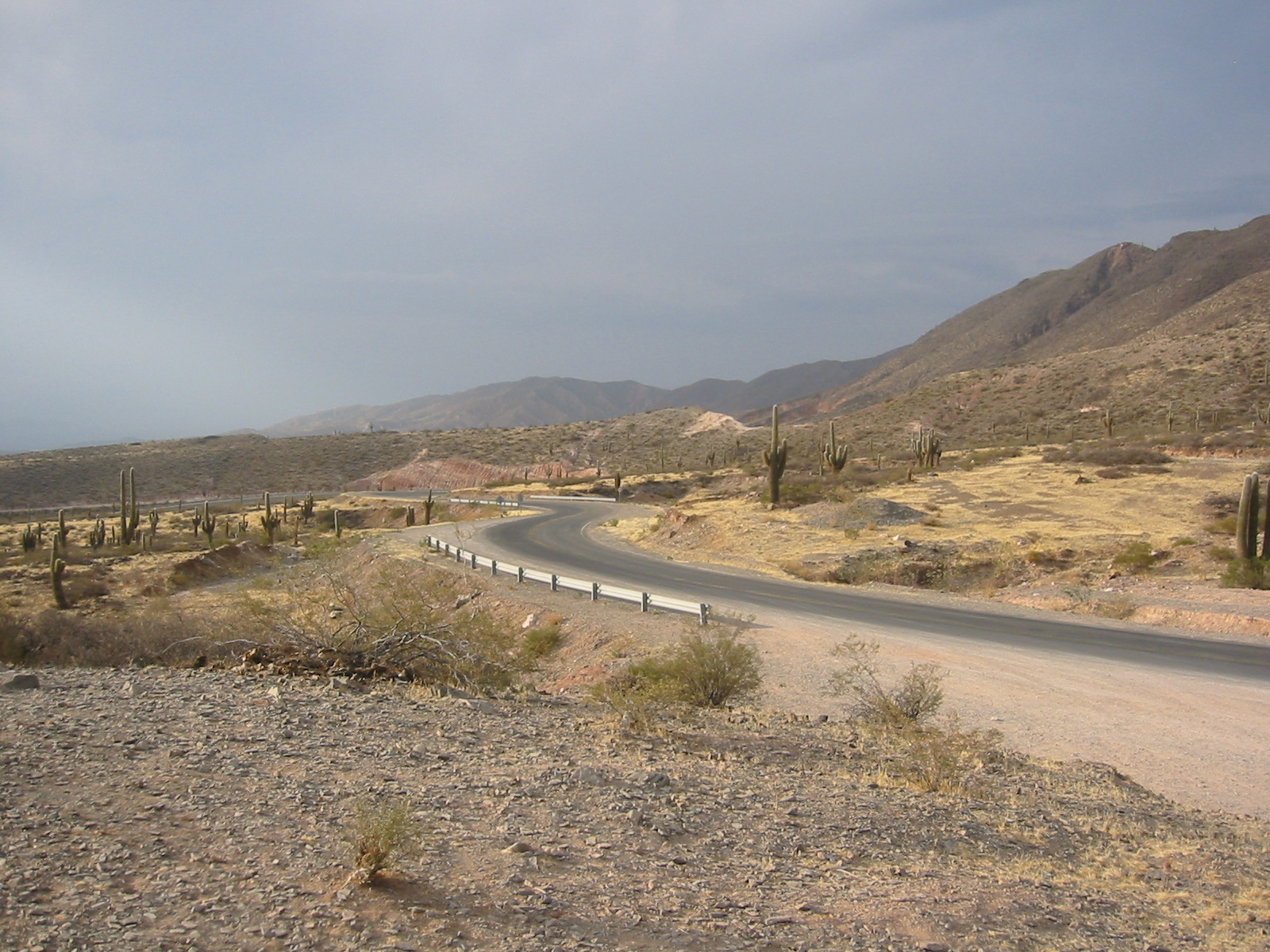